# Assyrian National Broadcasting
Assyrian National Broadcasting ou ANBSAT (en assyrien ܦܪܣܬܐ ܐܘܡܬܢܝܬܐ ܐܫܘܪܝܬܐ) est une chaine de télévision en langue assyrienne diffusée sur Internet. Elle fut fondée par Ninos Ternian le 8 août 2011 à San José en Californie.